# Сирекли
Си́рекли (чув. Ҫирӗклӗ) — деревня в Козловском районе Чувашской Республики России. Входит в состав Емёткинского сельского поселения.

## География
Расстояние до столицы республики, города Чебоксары, составляет 83 км, до районного центра, города Козловка, — 23 км, до железнодорожной станции — 18 км. 
Часовой пояс
Деревня Сирекли, как и вся Чувашская Республика, находится в часовой зоне МСК (московское время). Смещение применяемого времени относительно UTC составляет +3:00.
Административно-территориальная принадлежность
В составе: Козловского (до 20 декабря 1962 года), Урмарского (до 14 марта 1965 года) районов. С 14 марта 1965 года деревня — вновь в составе Козловского района:234.

Сельские советы: Бишевский, Емёткинский (с 14 июня 1954 года):234.

## История
Деревня известна с 1930 года. В 1930 году вместе с д. Бишево образован колхоз «Новая жизнь». По другим данным селение выделилось из д. Бишево до 1948 года:234.

По состоянию на 1 мая 1981 года деревня Сирекли Емёткинской сельской администрации входила в состав совхоза «Родина»:89.

## Название
Название произошло от чув. ҫирĕклĕх «ольховник», ҫирĕк «ольха». — Географические названия Чувашской Республики

## Население
| 2010 | 2012 |
| ---- | ---- |
| 57   | ↗67  |

По данным Всероссийской переписи населения 2002 года в деревне проживали 72 человека, преобладающая национальность — чуваши (93%).

## Инфраструктура
Функционирует КФХ «Сорокин» (2010) (по состоянию на 2010 год).